# Amedeus Msarikie
 Amedeus Msarikie, né en septembre 1931 à Makundushi  et mort le 7 février 2013 à Nairobi, est un prélat catholique tanzanien.

## Biographie
Amedeus Msarikie a été ordonné prêtre en 1961. En 1986, il est nommé évêque de Moshi. Il prend sa retraite en 2007.

## Sources
- Profil sur Catholic hierarchy